# Cotai Strip
Pour les articles homonymes, voir Cotai et Strip (homonymie).
Le Cotai Strip (littéralement la « bande de Cotai ») est une vaste zone de divertissement et de complexes hôteliers située sur la bande de terrain artificielle (en)  de Cotai, qui relie les îles de Taipa et de Coloane à Macao, en Chine. Conçu sur le modèle du Strip de Las Vegas, il abrite certains des plus grands complexes de casino au monde, tels que le Venetian Macao, le City of Dreams et le Galaxy Macao. Développé par des opérateurs de casinos internationaux, le Cotai Strip est devenu un centre névralgique du tourisme de luxe et des jeux d'argent en Asie.
Depuis son inauguration dans les années 2000, il a joué un rôle majeur dans la transformation de Macao, passant d'une destination régionale de jeux d’argent à une capitale mondiale du divertissement et du tourisme. Les complexes intègrent des hôtels cinq étoiles, des casinos, des centres commerciaux, des salles de spectacle et des infrastructures pour des événements internationaux, attirant des millions de visiteurs chaque année. Ce développement a été soutenu par une volonté stratégique de diversifier l'économie de Macao au-delà du jeu, en misant sur les loisirs et le tourisme haut de gamme.
Le Cotai Strip est aujourd'hui considéré comme un moteur économique clé pour Macao, représentant une part importante des revenus liés au tourisme et aux jeux. Bien que la région soit parfois critiquée pour son orientation vers le luxe et sa dépendance aux jeux d'argent, le Cotai Strip continue d'évoluer avec de nouveaux projets et investissements visant à renforcer son attractivité. Ce lieu symbolise l'ambition de Macao de rivaliser avec d'autres grandes destinations mondiales du divertissement, tout en consolidant son statut unique de capitale asiatique du jeu.

## Nom
Le United States Patent and Trademark Office accorde à la compagnie de casinos Las Vegas Sands de Sheldon Adelson une marque déposée sur le terme « Cotai Strip(p44) ». Le nom « Cotai » est formé en combinant les premières lettres des îles de Coloane et Taipa(p44).

## Histoire

### Création

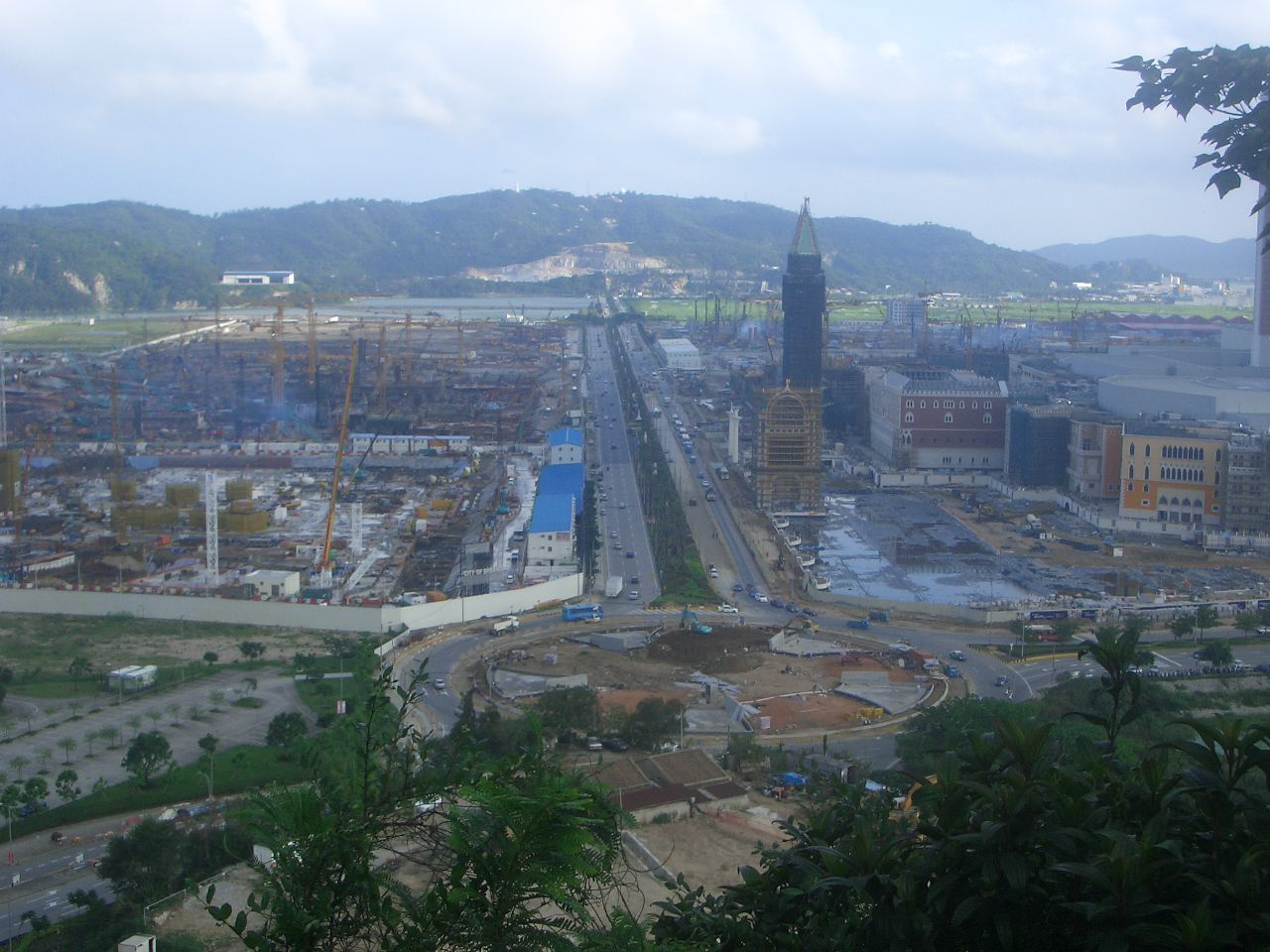
Le Cotai Strip en pleine construction en 2007.

Le Cotai Strip est un terme inventé par la société américaine Las Vegas Sands, faisant référence à sa construction d'une bande d'hôtels-casinos dans la section de Cotai à Macao, une région administrative spéciale de la République populaire de Chine. Le Cotai Strip est construit sur un site de terre-pleins (en) de 5,2 kilomètres carrés dans la baie de baie de Seac Pai de l'estuaire de la rivière des Perles. La bande relie les îles autrefois séparées de Taipa et Coloane(pp43–44).
Le Grand Waldo Hotel, détenu par Galaxy Entertainment Group (en), ouvert en mai 2006, est le premier casino à commencer ses opérations à Cotai. La construction de nombreux autres projets de casinos et d'hôtels est actuellement en cours. La plus grande propriété de Cotai est The Venetian Macao, qui ouvre ses portes le 28 août 2007.

### Crise Économique (2008-2010)
En raison de la crise financière mondiale de 2007-2008, Stephen Weaver, président de Las Vegas Sands pour la région Asie, déclare que jusqu'à 11 000 travailleurs vont perdre leur emploi à Macao après que la société a arrêté les projets de construction dans la ville comme les développements des parcelles 5 et 6, précédemment nommé Sands Cotai Central, maintenant appelé The Londoner Macao, sur la bande,. Las Vegas Sands se concentre plutôt sur ses travaux de construction du Marina Bay Sands à Singapour.
Le 30 novembre 2009, Las Vegas Sands annonce qu'il a sécurisé 1,75 milliard de dollars pour achever son développement de Sands Cotai Central, qui a été abandonné avec 65 % de complétion à mi-2008. Sands Cotai Central est achevé en phases de 2012 à 2015 avant d'être renommé The Londoner Macao en 2021.
Aucune information n'est publiée concernant les parcelles 3, 7 et 8. Il est très probable que celles-ci soient annulées. Le directeur de Macao du Bureau de la construction foncière et urbaine (en), Jaime Carion, déclare le 5 décembre 2010, que le gouvernement examine désormais le développement de projets non liés au jeu à Cotai. Il souligne que la procédure de candidature de Sands China pour les parcelles 7 et 8 n'est pas entièrement complète et que le gouvernement annoncera le résultat au moment le plus opportun.
Galaxy Entertainment Group (en), qui construit le Galaxy Macao, a également déclaré qu'après avoir connu une construction très lente en 2009, il essaie d'ouvrir sa première phase de développement au premier trimestre de 2011. La phase 1 du Galaxy Macao est finalement ouverte le 15 mai 2011, suivie de la phase 2 le 27 mai 2015.

### Développements récents
Le Plaza Macao, abritant le Four Seasons Macao, ouvre une tour de 40 étages entièrement composée de suites en octobre 2020. La tour, associée au Four Seasons Macao, est baptisée Grand Suites at Four Seasons, et comprend 289 suites. Sands Cotai Central est officiellement renommé en The Londoner lorsque sa première phase de travaux est achevée le 8 février 2021. En 2023, plusieurs nouveaux hôtels-casinos ouvrent à Cotai, dont le Grand Lisboa Palace et le Lisboeta Macau.

## Transports

### Bus
En plus de plusieurs services de bus publics desservant la zone, de nombreux hôtels de Cotai fournissent des navettes gratuites pour les visiteurs qui transportent les passagers depuis les Portas do Cerco, l'aéroport international de Macao, le terminal maritime du port extérieur (en), et le terminal maritime de Taipa (en), vers les hôtels, et vice versa.

### Métro de Macao
Ouvert le 10 décembre 2019, la section Taipa du métro de Macao dessert le Cotai Strip et le quartier de Cotai dans son ensemble. La ligne possède des stations à presque tous les hôtels-casinos alors qu'elle serpente à travers la route périphérique du Cotai Strip.
Les stations desservant les hôtels-casinos adjacents sont les suivantes :
- Station Pai Kok - Galaxy Macao
- Station Cotai West - Galaxy Macao, Cotai Arena (en), Cotai Expo, The Venetian Macao, The Plaza Macao, The Parisian Macao, The Londoner Macao
- Station Lotus Checkpoint - Studio City Macao
- Station Cotai East - MGM Cotai, City of Dreams, Wynn Palace, The Londoner Macao

## Actuels hôtels-casinos
| Nom                                                         | Propriétaire                          | Ouvert en         | Caractéristiques |
| ----------------------------------------------------------- | ------------------------------------- | ----------------- | --- |
| The Venetian Macao                                          | Las Vegas Sands Corporation           | 28 août 2007      | - Casino - The Venetian Macao Hotel - Paiza Suites - Cotai Arena (en) - Cotai Expo - The Venetian Theatre - Shoppes at Venetian |
| The Plaza Macao                                             | Las Vegas Sands Corporation           | 28 août 2008      | - The Plaza Casino - Four Seasons Hotel Macao - Grand Suites at Four Seasons - Paiza Mansions - Shops at Four Seasons |
| City of Dreams                                              | Melco Resorts & Entertainment (en)    | 1er juin 2009     | - Casino - Nüwa - Grand Hyatt Macao - The Countdown Hotel - Morpheus - Dancing Water Theatre - The Boulevard at City of Dreams - Morpheus Boutique |
| Galaxy Macao                                                | Galaxy Entertainment Group (en)       | 15 mai 2011       | - Casino - Galaxy Hotel - Hôtel Okura Macao - Banyan Tree (en) Macao - Ritz-Carlton Macao - JW Marriott (en) Macao - Andaz Macao - Raffles at Galaxy Macao - The Grand Resort Deck - UA Galaxy Cinemas - The Promenade Shops                                                                                             |

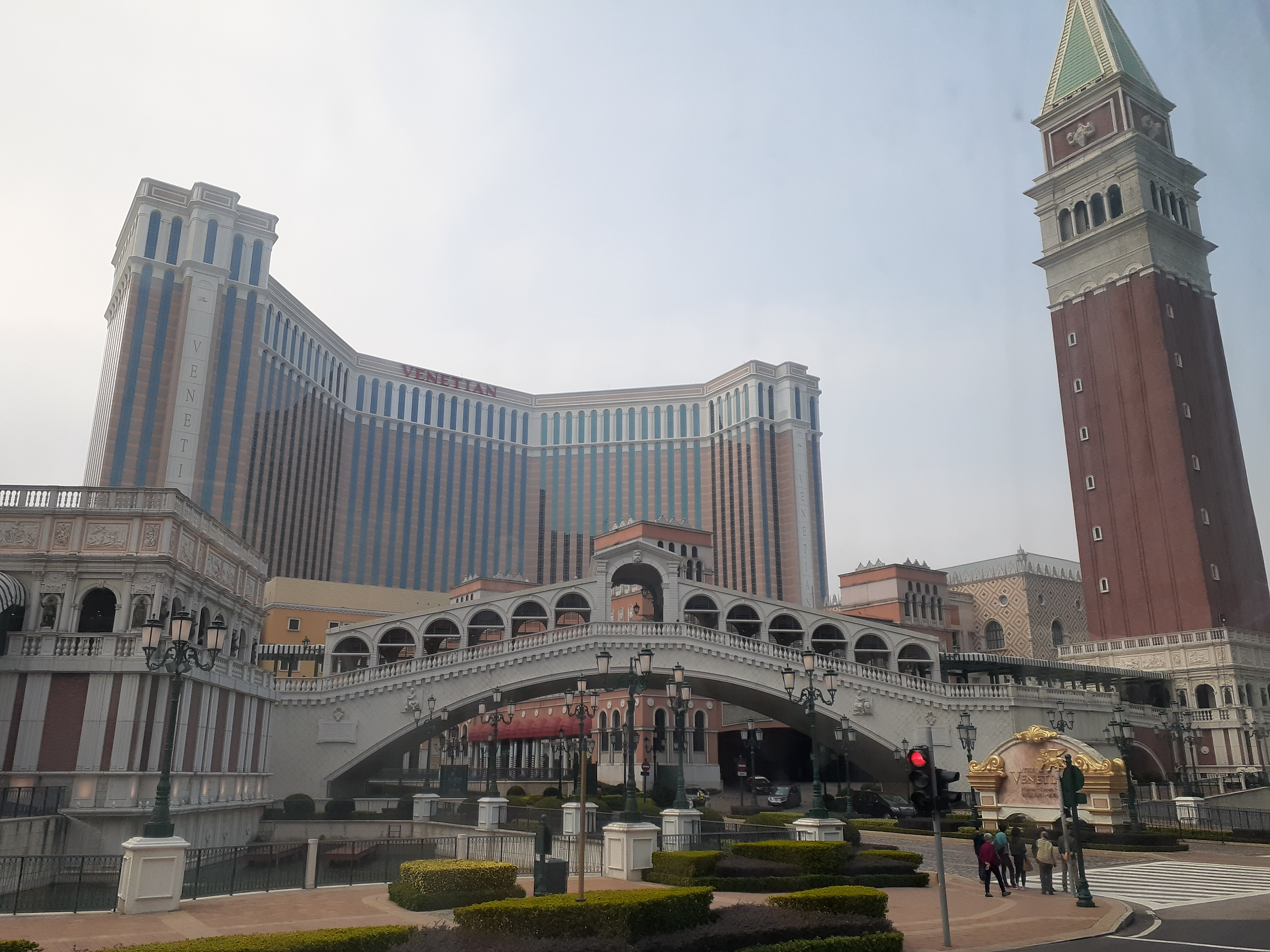
Le Venetian Macao qui reprend l'architecture de Venise.

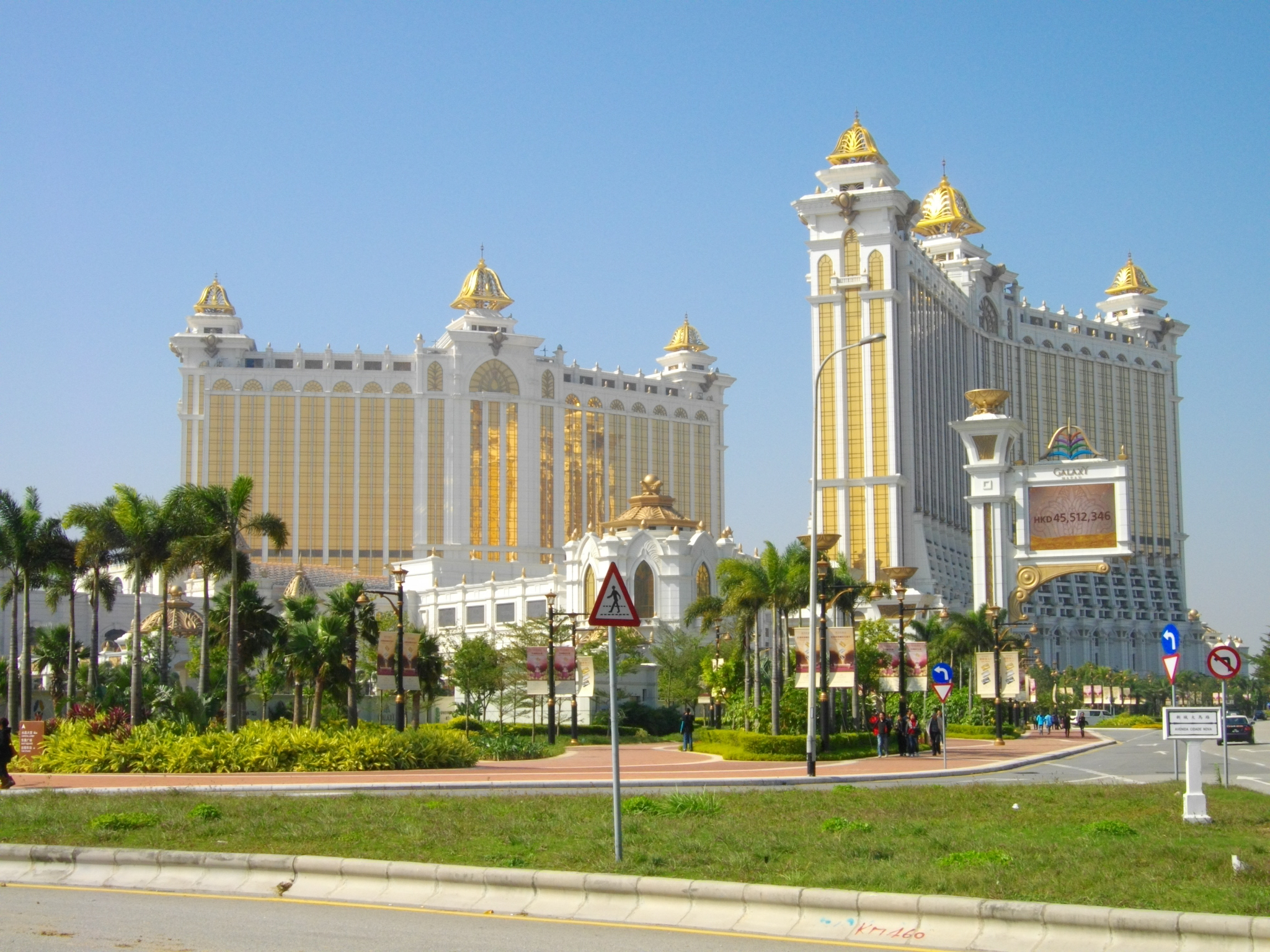
Le Galaxy Macao.

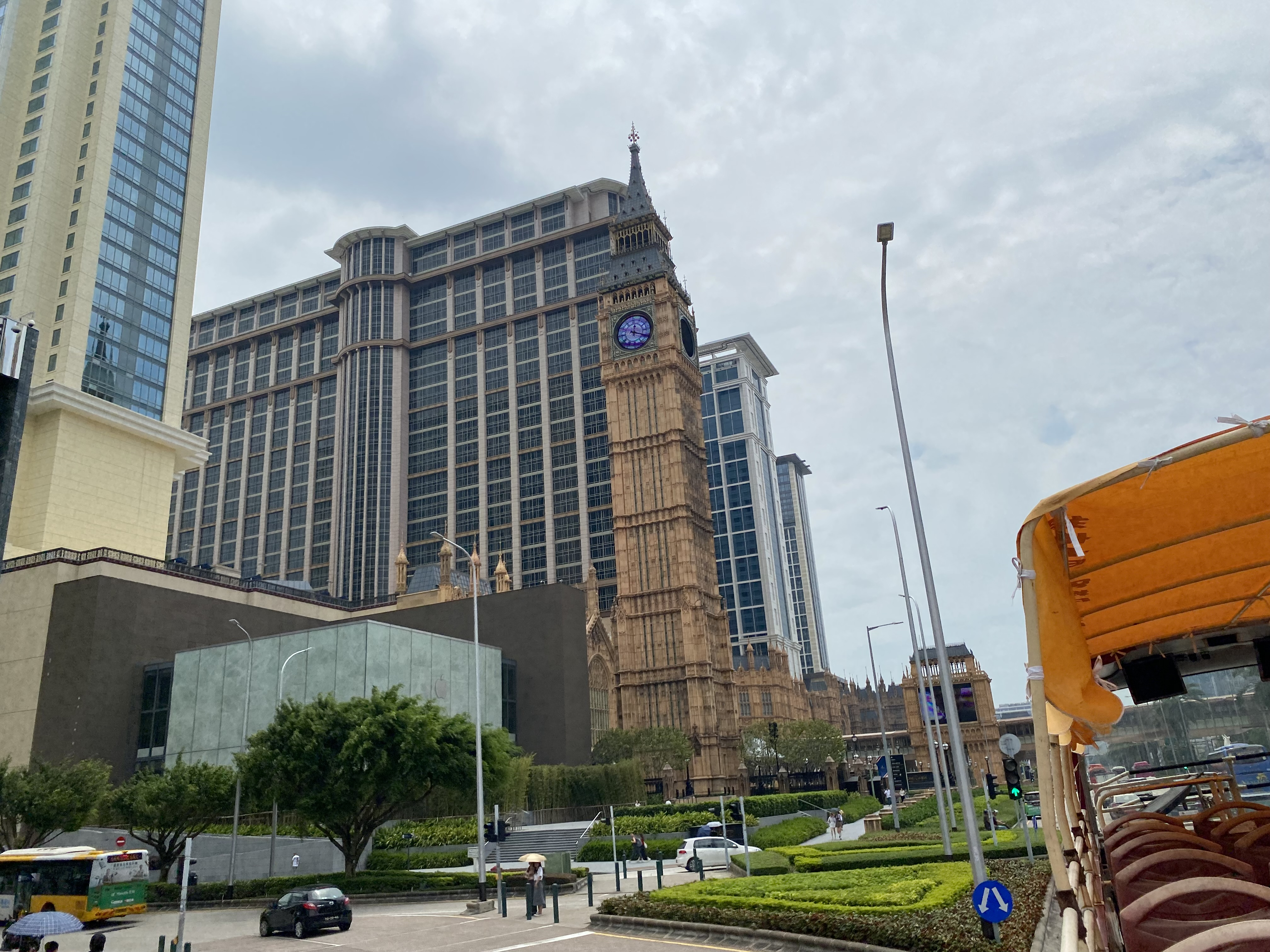
Le Londoner Macao qui reprend l'architecture de Londres.

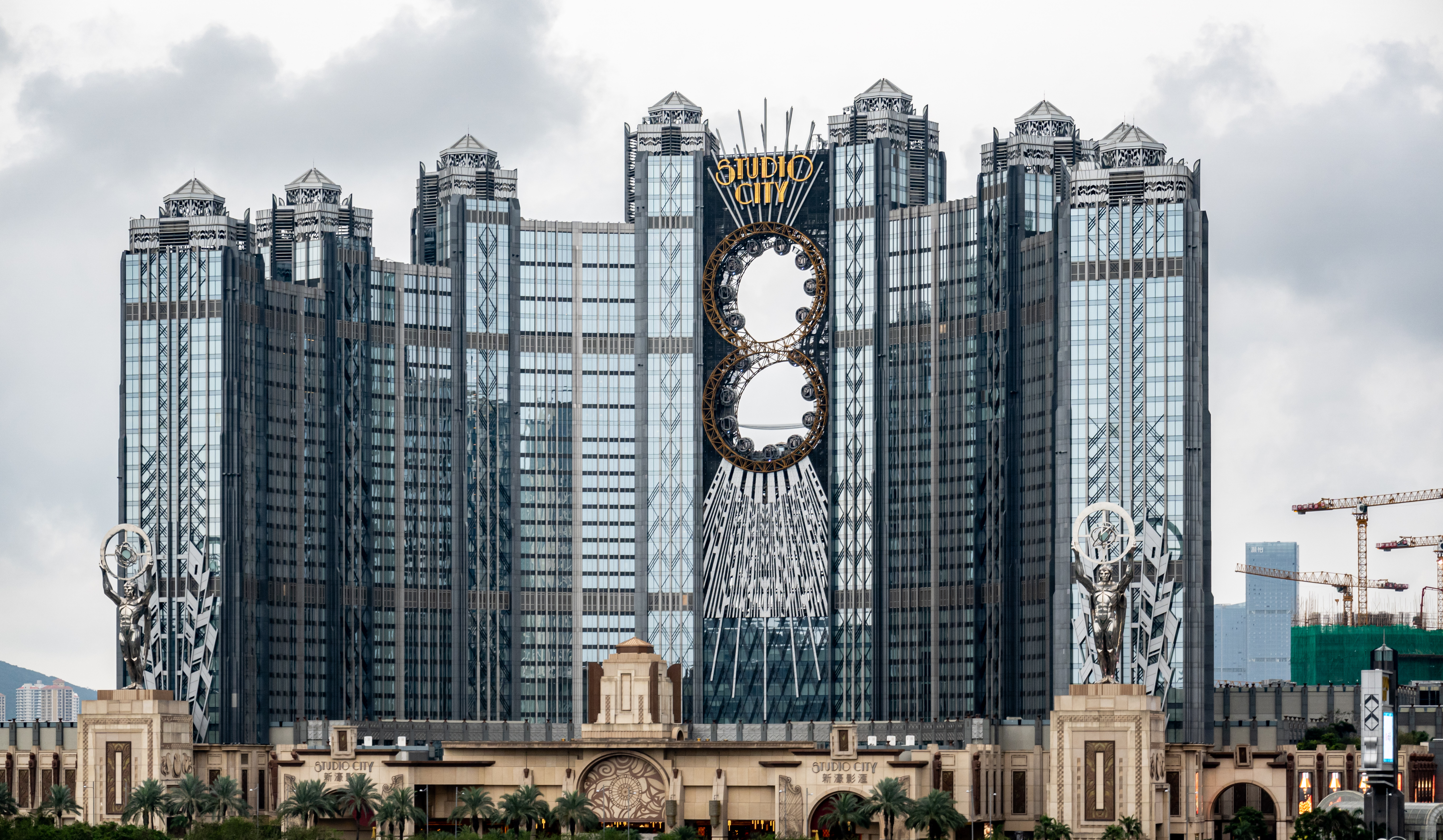
Studio City

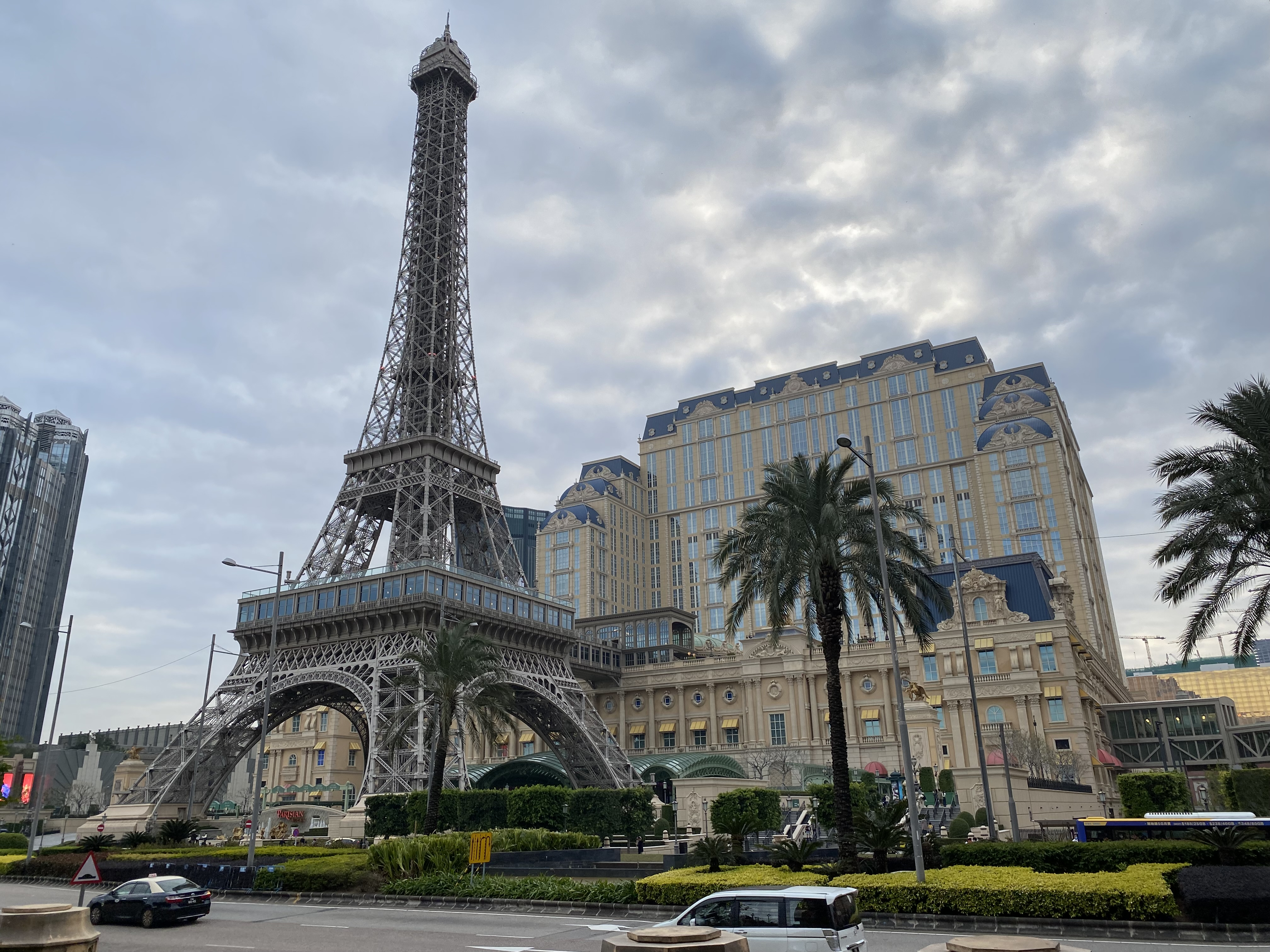
Le Parisian Macao qui reprend l'architecture de Paris.

| The Londoner Macao (anciennement nommé Sands Cotai Central) | Las Vegas Sands Corporation           | 11 avril 2012     | - Himalaya Casino - Pacifica Casino - Conrad (en) Macao - The Londoner Hotel incluant les Suites by David Beckham - Sheraton Grand Macao - St. Regis (en) Macao - Crystal Palace Atrium - Londoner Court - Shoppes at Londoner (phase ultérieure) - Londoner Arena (phase ultérieure)                                    |
| Studio City Macao                                           | Melco Resorts & Entertainment Limited | 27 octobre 2015   | - Casino - Studio City Hotel - Studio City Event Center - Golden Reel - Batman Dark Flight - Legend Heroes Park - The Boulevard at Studio City |
| Broadway Macao (anciennement nommé Grand Waldo)             | Galaxy Entertainment Group            | 27 mai 2015       | - Casino - Broadway Hotel - Broadway Theatre |
| The Parisian Macao                                          | Las Vegas Sands Corporation           | 13 septembre 2016 | - Casino - The Parisian Hotel - The Parisian Theatre - Macau Eiffel Tower - Shoppes at Parisian |
| Wynn Palace                                                 | Wynn Resorts Limited                  | 22 août 2016      | - Casino - The Wynn Palace Hotel - Performance Lake - SkyCab Gondola - Wynn Palace Esplanade |
| MGM Cotai                                                   | MGM Resorts International             | 13 février 2018   | - Casino - MGM Cotai Hotel - MGM Theatre - The Spectacle - Retail Promenade |
| Lisboeta Macau                                              | STDM Holdings                         | 17 juillet 2021   | - The Lisboeta Hotel (phase ultérieure) - Maison L'Occitane (phase ultérieure) - CASA DE AMIGO (phase ultérieure) - Macau Palace (recreated) (phase ultérieure) - Emperor Cinemas (phase ultérieure) - Retail Promenade (phase ultérieure) - ZIPCITY Macau - GoAirborne Indoor SkyDiving Macau - Night Market @ Lisboeta |
| Grand Lisboa Palace                                         | SJM Holdings                          | 31 juillet 2021   | - Casino - Grand Lisboa Palace Macau Hotel - Palazzo Versace Macau (phase ultérieure) - THE KARL LAGERFELD (lphase ultérieure) - The Bazar (lphase ultérieure) - New Yaohan Department Store (phase ultérieure) - Macau Grand Lisboa Palace Shop (phase ultérieure)                                                      |